# Гутах (приток Кинцига)
Гутах (нем. Gutach) — река в Германии, протекает по земле Баден-Вюртемберг. Приток Кинцига. Длина реки — 25 км.
Начинается на высоте 1095 м. Площадь бассейна — 176 км². Около 60 % бассейна покрыто лесом, около 31 % занимают пастбища. Бассейн сложен, в основном, гранитами каменноугольного периода, в меньшей степени — триасовым и пермским песчаником и докембрийским парагнейсом. Крупнейшие притоки — ручьи Нусбах и Райхенбах.

## Достопримечательности
В районе города Триберг Гутах образует десятиярусный каскад водопадов с общим перепадом высот свыше 160-ти метров. Система трибергских водопадов входит в десятку самых больших водопадов Германии.